# Kreis Heinsberg
Der Kreis Heinsberg ist ein Kreis im Westen von Nordrhein-Westfalen im Regierungsbezirk Köln. Er ist der westlichste Kreis Deutschlands; der westlichste Punkt liegt in der Gemeinde Selfkant an der deutsch-niederländischen Grenze.

## Geografie
Im Kreis Heinsberg gibt es verschiedene Landschaften:
- Der Selfkant im Westen mit seinem zentralen Unterelement Geilenkirchener Lehmplatte.
- Anteile an der Schwalm-Nette-Platte im nordöstlichen Kreisteil um Wegberg.
- Die Erkelenzer Börde und das Baaler Riedelland im Südosten.

Die Erkelenzer Börde und das angrenzende Baaler Riedelland werden naturräumlich zur Niederrheinischen Bucht gezählt; die übrigen Kreisteile zählen zum Niederrheinischen Tiefland.
Der Norden des Kreises hat Anteil am Naturpark Maas-Schwalm-Nette, der an den auf niederländischer Seite befindlichen Nationalpark De Meinweg unmittelbar angrenzt. Im Südwesten liegt das 4,5 km² große Naturschutzgebiet Teverener Heide.
Siehe auch: Liste der Naturschutzgebiete im Kreis Heinsberg, Liste der Landschaftsschutzgebiete im Kreis Heinsberg

### Flüsse
- Die Rur fließt von Südosten nach Nordwesten durch das Kreisgebiet.
- Die Wurm mündet nördlich von Heinsberg in die Rur.
- Die Schwalm entspringt im Norden bei Tüschenbroich.
- Die Niers entspringt östlich von Erkelenz.

### Gemeinden

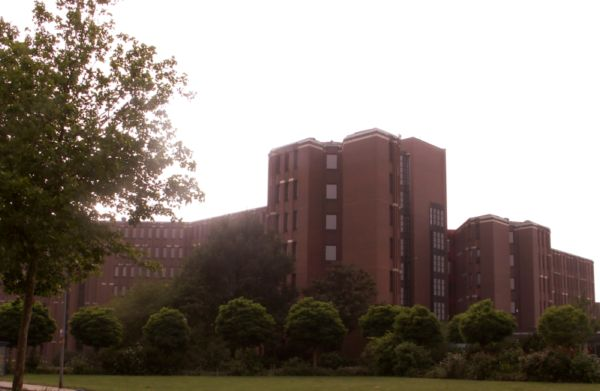
Kreishaus Heinsberg

Der Kreis Heinsberg setzt sich aus zehn Gemeinden zusammen. Sieben führen den Titel „Stadt“. Von diesen sieben sind die sechs Städte Erkelenz, Geilenkirchen, Heinsberg (Rhld.), Hückelhoven, Übach-Palenberg und Wegberg mittlere kreisangehörige Städte.
Die folgende Liste zählt die zehn Gemeinden des Kreises Heinsberg alphabetisch mit amtlichen Namen auf.
| Name            | Einwohner | Fläche     | Einw./km² | Status                         | AGS        |
| --------------- | --------- | ---------- | --------- | ------------------------------ | ---------- |
| Erkelenz        | 045.315   | 117.34 km² | 386       | mittlere kreisangehörige Stadt | 05 370 004 |
| Gangelt         | 013.410   | 048.72 km² | 275       | kreisangehörige Gemeinde       | 05 370 008 |
| Geilenkirchen   | 028.494   | 083.16 km² | 343       | mittlere kreisangehörige Stadt | 05 370 012 |
| Heinsberg       | 043.163   | 092.21 km² | 468       | mittlere kreisangehörige Stadt | 05 370 016 |
| Hückelhoven     | 041.192   | 061.27 km² | 672       | mittlere kreisangehörige Stadt | 05 370 020 |
| Selfkant        | 010.786   | 042.09 km² | 256       | kreisangehörige Gemeinde       | 05 370 024 |
| Übach-Palenberg | 024.277   | 026.09 km² | 931       | mittlere kreisangehörige Stadt | 05 370 028 |
| Waldfeucht      | 00.9242   | 030.27 km² | 305       | kreisangehörige Gemeinde       | 05 370 032 |
| Wassenberg      | 019.713   | 042.43 km² | 465       | kreisangehörige Stadt          | 05 370 036 |
| Wegberg         | 028.089   | 084.34 km² | 333       | mittlere kreisangehörige Stadt | 05 370 040 |
|                 | 263.681   | 627.92 km² | 420       | Kreis Heinsberg                | 05 370     |

(Einwohnerzahlen vom 31. Dezember 2024)

Der Kreis Heinsberg hat eine Fläche von 628 Quadratkilometern. Die Kreisgrenze hat eine Länge von 171 Kilometern, fast 78 Kilometer davon sind identisch mit der deutsch-niederländischen Grenze. Mit seiner Ausdehnung von 42,8 Kilometern in west-östlicher Richtung und 32,6 Kilometern in nord-südlicher Richtung gehört der Kreis Heinsberg zu den mittelgroßen Flächenkreisen in Nordrhein-Westfalen.

### Nachbarkreise
Der Kreis Heinsberg grenzt, im Norden beginnend im Uhrzeigersinn, an den Kreis Viersen, an die kreisfreie Stadt Mönchengladbach, an den Rhein-Kreis Neuss, an den Kreis Düren sowie an die Städteregion Aachen. Im Westen grenzt er an die niederländische Provinz Limburg.

## Geschichte
Der Kreis Heinsberg ist ein altes Siedlungsgebiet. Dies belegen Bodenfunde aus mehreren Epochen. Ob es steinzeitliche Werkzeuge mit einem Alter von bis zu 100.000 Jahren sind, oder der rund 7000 Jahre alte Holzbrunnen, der zu Beginn der 90er Jahre bei Erkelenz-Kückhoven gefunden wurde. Auch die Römer waren in der Region heimisch, zumal das Gebiet durch Römerstraßen, unter anderem die bedeutende Verbindung Heerlen – Xanten, erschlossen wurde.
Die Christianisierung hinterließ ihre siedlungsgeschichtlichen Spuren, da bereits im 8. Jahrhundert erste Kirchenbauten nachzuweisen sind. Im ausgehenden 12. Jahrhundert entstanden im heutigen Verwaltungsgebiet des Kreises zahlreiche Burganlagen vom Typ einer Motte, meist unter Ausnützung von Spornlagen im Riedelland, kleinen Erhöhungen oder wasserreicher Umgebung. Sie waren in der Regel Rittergüter und kleine Dynastensitze; sie werden landläufig ins Frühmittelalter datiert und den Zügen der Normannen bzw. Wikinger maasaufwärts zugeordnet. Im Mittelalter gab es in der Region kein homogenes Gebiet. Unterschiedlichste Adelshäuser beanspruchten Besitztümer im heutigen Kreisgebiet, das sprachlich und kulturhistorisch dem Maasland zuzuordnen war.
Mit Errichtung des Regierungsbezirks Aachen im Königreich Preußen entstanden 1816 die Kreise Heinsberg, Geilenkirchen und Erkelenz. Während der Kreis Erkelenz 156 Jahre Bestand hatte, wurden die Kreise Geilenkirchen und Heinsberg 1932 zunächst unter dem Namen „Kreis Geilenkirchen“ zusammengefasst. Ein Jahr später erfolgte die Umbenennung in „Kreis Geilenkirchen-Heinsberg“. Im Jahr 1951 wurde dieser Kreis in „Selfkantkreis Geilenkirchen-Heinsberg“ umbenannt. Maßgebend dafür war die vorübergehende Unterstellung des Selfkantgebietes unter niederländischer Verwaltung in den Jahren 1949 bis 1963.
Am 1. Januar 1972 entstand der neue Kreis Heinsberg im Rahmen der kommunalen Neugliederung im Raum Aachen (Aachen-Gesetz) durch Zusammenlegung des Selfkantkreises Geilenkirchen-Heinsberg mit dem Landkreis Erkelenz. Seit dem 1. Januar 1975 – damals wurde die Gemeinde Niederkrüchten in den Kreis Viersen eingegliedert – hat der Kreis Heinsberg seine heutige Gestalt.
Ab Februar 2020 trat die COVID-19-Pandemie im Kreis Heinsberg auf. Über die COVID-19-Pandemie im Kreisgebiet wurde in überregionalen Medien (bundesweit und international) berichtet, nachdem bei und nach einer Karnevalssitzung am 15. Februar 2020 in Gangelt die erste größere SARS-CoV-2-Ausbreitung in Deutschland stattfand und anschließend hier die Heinsberg-Studie durchgeführt wurde.

### Einwohnerstatistik

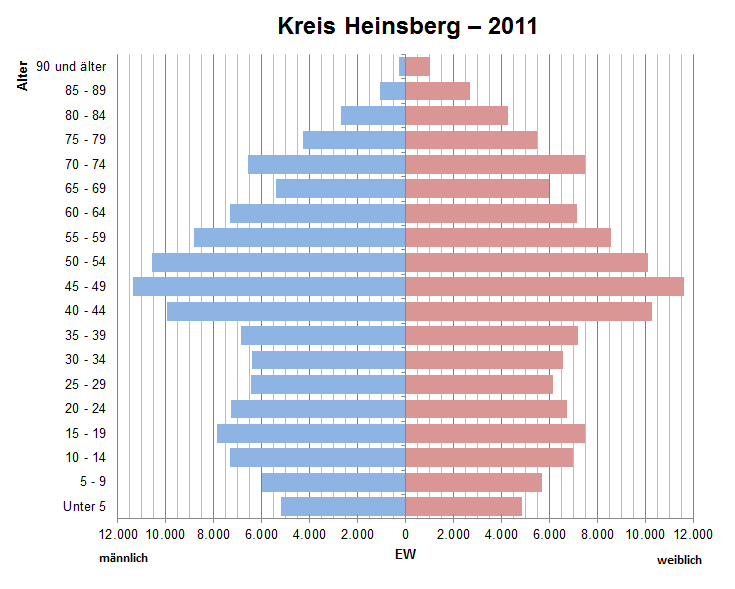
Bevölkerungspyramide für den Kreis Heinsberg (Datenquelle: Zensus 2011.)

| Jahr | Einwohner |
| ---- | --------- |
| 1975 | 209.257   |
| 1980 | 214.331   |
| 1985 | 216.304   |
| 1990 | 220.602   |
| 1995 | 238.627   |
| 2000 | 250.400   |
| 2005 | 257.326   |
| 2010 | 254.936   |
| 2015 | 252.527   |
| 2020 | 256.458   |
| 2022 | 261.833   |

### Konfessionsstatistik
Gemäß dem Zensus 2011 waren 61,5 % der Einwohner römisch-katholisch, 17,0 % evangelisch und 21,5 % waren konfessionslos, gehörten einer anderen Glaubensgemeinschaft an oder machten keine Angabe. Die Anteile der Protestanten und Katholiken an der Gesamtbevölkerung ist seitdem jährlich um 1 Prozentpunkt gesunken. Gemäß dem Zensus 2022 waren 51,6 % der Einwohner katholisch, 14,8 %  evangelisch und 33,7 % waren konfessionslos, gehörten einer anderen Glaubensgemeinschaft an oder machten keine Angabe.
Laut Statistik des Bistums Aachen vom 28. Juni 2023 sank der Anteil der Katholiken an der Bevölkerung auf 52,6 % (Stand 2022). Dieser Trend setzte sich auch 2023 fort und der Anteil fiel auf 50,90 %.

## Politik

### Kreistag
Aktuell gibt es im Kreistag folgende Sitzverteilung nach Fraktionen (Stand September 2020):
| CDU | GRÜNE | SPD | FDP | AfD | FW Kreis Heinsberg | Fraktionslos | Gesamt |
| --- | ----- | --- | --- | --- | ------------------ | ------------ | ------ |
| 28  | 9     | 9   | 3   | 2   | 2                  | 1            | 54     |
|     |       |     |     |     |                    | DIE LINKE. 1 |        |

- Linke: 1
- Grüne: 9
- SPD: 9
- FW: 2
- FDP: 3
- CDU: 28
- AfD: 2

### Landrat
Bei der Kommunalwahl am 26. September 2004 konnte sich Stephan Pusch (CDU) mit 56,2 % der Stimmen gegen seinen Herausforderer Franz-Josef Fürkötter (SPD), auf den 26,2 % entfielen, durchsetzen.
Bei der Wahl am 30. August 2009 erreichte Landrat Pusch 60,8 %. Sein Herausforderer Michael Stock (SPD) kam auf 20,4 %.
Auch bei der Wahl am 25. Mai 2014 wurde Pusch mit 59,9 % im Amt bestätigt. Herausforderer Ralf Derichs (SPD) erhielt 23,2 % der Stimmen. Am 13. September 2020 konnte sich Landrat Pusch erneut mit 79,9 % im ersten Wahlgang gegen vier Mitbewerber durchsetzen.
Die nächste Wahl wird voraussichtlich 2025 stattfinden.

### Ehemalige Landräte
- 1816–1853: Wilhelm van der Straeten
- 1853–1854: Friedrich Hardt (auftragsweise)
- 1854–1860: Matthias Claessen
- 1860:–9999 Felix von der Mosel (vertretungsweise)
- 1860–1876: Wilhelm Leopold Janssen
- 1876:–9999 Friedrich Kleemann (auftragsweise)
- 1876–1877: Hermann Joseph Paulssen (auftragsweise)
- 1877–1885: Karl Loewe
- 1885:–9999 Alwin von Hagen (vertretungsweise)
- 1885–1919: Rudolf von Scheibler
- 1919:–9999 Karl Sieger (vertretungsweise)
- 1919:–9999 Wilhelm Kitz (auftragsweise)
- 1919–1920: Richard von Matuschka (auftragsweise)
- 1920–1928: Erwin Classen
- 1928–1932: Franz Röhm

### Bundestagswahlen
Am 22. September 2013 gewann Wilfried Oellers (CDU) mit 53,4 % der Erststimmen das Direktmandat des Wahlkreises Heinsberg für den Deutschen Bundestag. Die CDU errang 49,3 % der Zweitstimmen. Als weiterer Abgeordneter wurde Norbert Spinrath (SPD) über die nordrhein-westfälische Landesliste gewählt.
Bei der Bundestagswahl 2017 holte sich Wilfried Oellers erneut das Direktmandat. Allerdings fiel sein Erststimmenanteil auf 45,6 %. Damit holte Wilfried Oellers das damals schlechteste Ergebnis für die CDU im Bundestagswahlkreis Heinsberg seit 37 Jahren.
Bei der Bundestagswahl am 26. September 2021 holte sich Wilfried Oellers erneut das Direktmandat mit 39,73 % der Erststimmen.

### Wappen, Siegel und Flagge

Wappen
Banner
Hissflagge

Dem Kreis Heinsberg ist durch Urkunde des Regierungspräsidenten Köln vom 3. September 1973 die Genehmigung erteilt worden, Wappen, Siegel, Banner und Hissflagge wie nachstehend beschrieben zu führen. Der Entwurf des Wappens stammt von Walther Bergmann.
Wappenbeschreibung
„Geteilt und oben gespalten. Oben: vorn in Rot ein zwiegeschwänzter, bekrönter, silberner (weißer) Löwe; hinten in Gold (Gelb) ein schwarzer Löwe. Unten: in Silber (Weiß) ein freischwebendes, liegendes, rotes Lilienkreuz, belegt mit einer fünfblättrigen blauen Flachsblüte.“
Herkunft und Bedeutung
Der Gestaltung des Wappens lag die Absicht zugrunde, die Entstehung aus den drei Kreisen Erkelenz, Geilenkirchen und Heinsberg und deren gemeinsame Interessen symbolisch darzustellen.
- Der zweigeschwänzte silberne Löwe auf rotem Grund war das Wappen der Herren von Heinsberg und der Stadt Heinsberg
- Geilenkirchen erhielt vom Herzog von Jülich als Wappen einen Löwen (schwarz auf gelbem Untergrund), der als Zeichen der Abhängigkeit von der Heinsberger Herrschaft zwiegeschwänzt dargestellt wurde und damit an den Löwen des Heinsberger Wappens erinnerte. Bei der Gestaltung des Wappens für den Selfkantkreis Geilenkirchen-Heinsberg wurde diese Darstellung zu einem eingeschwänzten Löwen geändert.
- Das Lilienkreuz mit der Flachsblüte stammt aus dem Wappen des Kreises Erkelenz. Die Lilie erinnert an die jahrhundertealte Beziehung der Stadt Erkelenz zum Marienstift Aachen, die Flachsblume an den Flachsanbau im Gebiet des ehemaligen Kreises.

Siegelbeschreibung
„Umschrift: oben: Kreis
unten: Heinsberg
Siegelbild: Im Siegelrund das Kreiswappen im geteilten und oben gespaltenen Schild. Oben: vorn in Schwarz ein zwiegeschwänzter, bekrönter, weißer Löwe; hinten in Weiß ein schwarzer Löwe. Unten: in Weiß ein freischwebendes, liegendes, schwarzes Lilienkreuz, belegt mit einer fünfblättrigen, weißen Flachsblüte.“
Beschreibung des Banners
„Zweifach geteilt mit frei schwebenden Wappenfiguren. Oberes Drittel: gespalten; vorn in Rot ein zwiegeschwänzter, bekrönter, silberner (weißer Löwe); hinten in Gold (Gelb) ein schwarzer Löwe. Mittleres Drittel: in Silber (Weiß) ein frei schwebendes, liegendes, rotes Lilienkreuz, belegt mit einer fünfblättrigen, blauen Flachsblüte. Unteres Drittel: Von Rot nach Gold (Gelb) gespalten.“
Beschreibung der Hissflagge
„Dem Kreiswappen entsprechend geteilt und oben gespalten; die Wappenfiguren freischwebend.“
- Wappen
- Banner
- Hissflagge

### Partnerkreise
- Der Midlothian District in Schottland
- Komitat Komárom-Esztergom in Ungarn

### Europaregion
Der Kreis Heinsberg gehört seit 1978 zur Euregio Maas-Rhein.

## Wirtschaft und Verkehr
Im Zukunftsatlas 2016 belegte der Kreis Heinsberg Platz 235 von 402 Landkreisen, Kommunalverbänden und kreisfreien Städten in Deutschland und zählt damit zu den Regionen mit „ausgeglichenem Chancen-Risiko Mix“ für die Zukunft.

### Kfz-Kennzeichen
Bei der Bildung des neuen Kreises wurde diesem mit Wirkung vom 1. Januar 1972 das Unterscheidungszeichen HS zugeteilt. Seit dem 2. September 2013 sind aufgrund der Kennzeichenliberalisierung auch die Unterscheidungszeichen ERK (Erkelenz) und GK (Geilenkirchen) erhältlich.

### Straße

#### Individualverkehr
Seit dem Ausbau der A 46 Heinsberg – Düsseldorf (Selfkantautobahn) im Jahre 1995 gibt es mehrere Anschlussstellen zu Orten im Kreisgebiet. Die Verlängerung über Heinsberg hinaus wurde jedoch nicht als Autobahn, sondern auf einer neuen Trasse als Kraftfahrstraße B56 die an die A 46 anschließt, ausgeführt.

#### Busverkehr
Der Kreis Heinsberg gehört zum Aachener Verkehrsverbund (AVV). Die Versorgung im Busverkehr übernehmen die kreiseigene WestVerkehr. Der Fahrplan ist hauptsächlich auf den Transport von Schülern ausgerichtet, deshalb folgt das Busangebot teilweise keinem einheitlichen Takt. Während der Verkehr werktags oftmals schon nach 19 Uhr endet, kommt dieser am Wochenende nahezu ganz zum Erliegen.
Um dennoch Verkehrsleistungen in Schwachzeiten anbieten zu können, setzt man auf den Multibus, einem Bus, der kreisweit, aber nur auf Anforderung fährt.
Seit dem 9. Juni 2024 verkehrt er kreisweit erweitert und zu einheitlichen Bedienzeiten. Mehr Informationen gibt es bei WestVerkehr.

### Eisenbahn

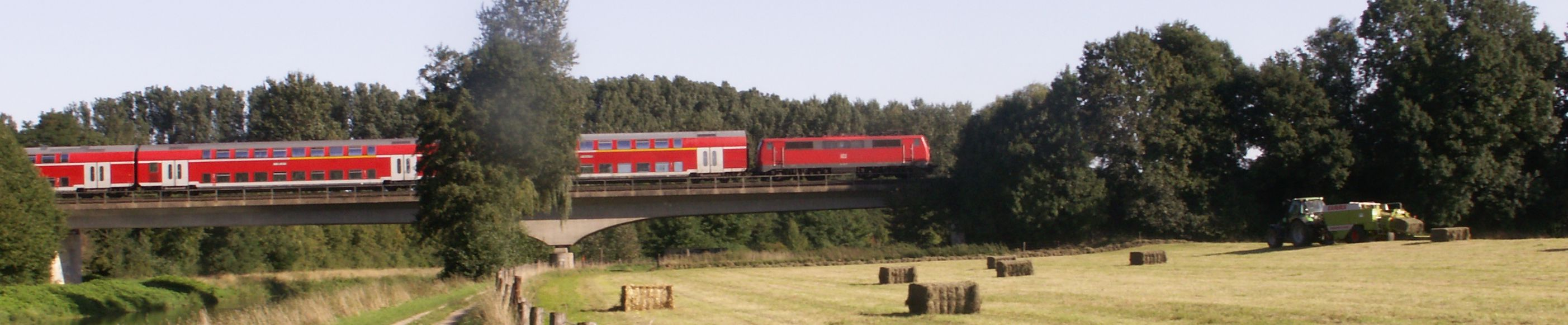
Links: RegionalExpress auf der Rurbrücke zwischen Baal und Brachelen, Rechts: Erntezeit

#### Strecken
Hauptstrecken
Durch den Kreis Heinsberg führen seit 1852 die Bahnstrecke Aachen–Mönchengladbach und seit 1879 die Strecke Mönchengladbach – Wegberg – Roermond – Antwerpen, Eiserner Rhein genannt. Vom Eisernen Rhein zweigt eine Anschlussbahn zum Bahnprüfzentrum der Firma Siemens in Wegberg-Wildenrath ab. Eine weitere vom Eisernen Rhein abzweigende Anschlussbahn zu (früheren) militärischen Einrichtungen bei Arsbeck und Elmpt ist mittlerweile wieder abgebaut worden.
Nebenstrecken
Die Preußische Staatsbahn schloss 1890 die heutige Kreisstadt Heinsberg in Lindern (Bahnstrecke Heinsberg–Lindern) an die Bahnstrecke Aachen–Mönchengladbach an. Ferner kam 1911 die Bahnstrecke Jülich–Dalheim, welche eine über die Verknüpfungspunkte Dalheim und Baal eine Querverbindung zwischen dem Eisernen Rhein und der Strecke Aachen–Mönchengladbach schuf, hinzu. Der Verkehr auf dieser Querverbindung ist im Kreisgebiet mittlerweile vollends eingestellt und die Strecke weitgehend abgebaut. Im Güterverkehr an diesen Strecken bedeutend waren die Anschlüsse zur Zeche Sophia-Jacoba und dem Chemiepark Oberbruch, welche über eigene Werksbahnen verfügten.
Schmalspurbahn

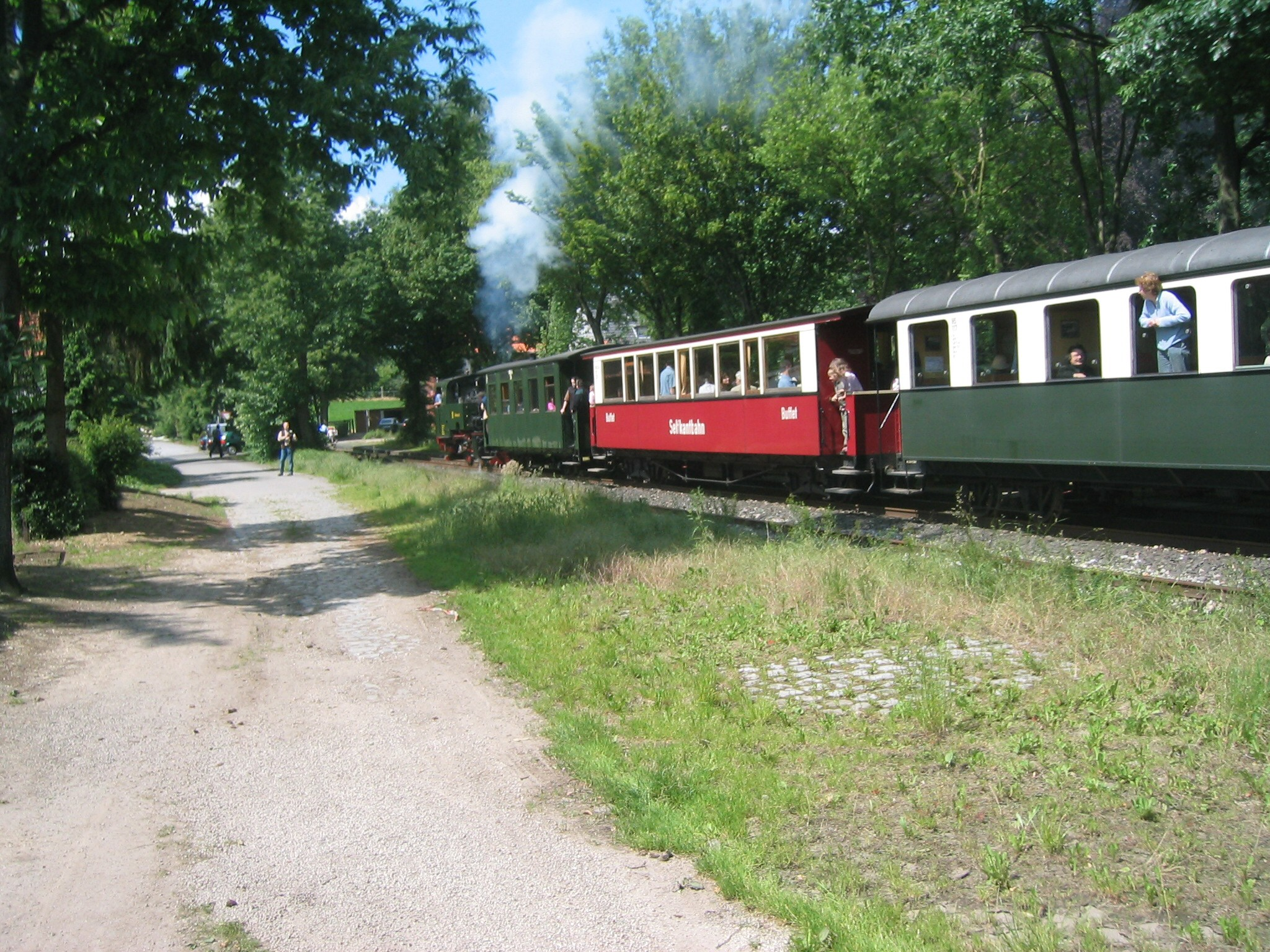
Selfkantbahn

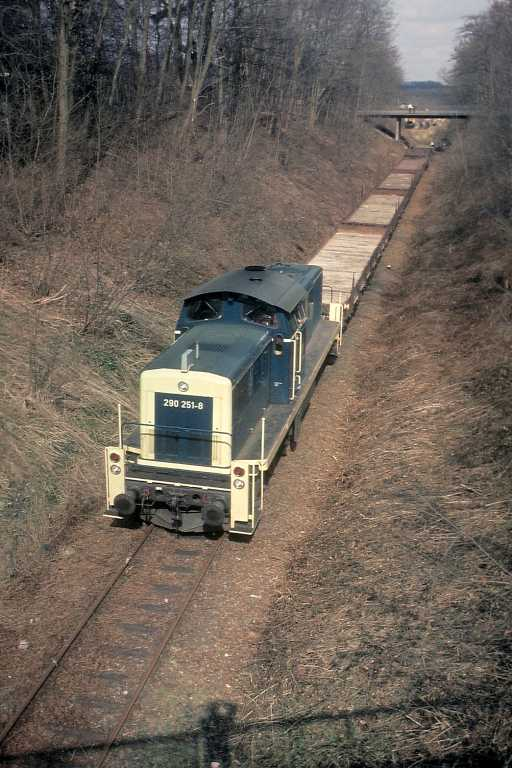
Gleisabbau in Wassenberg

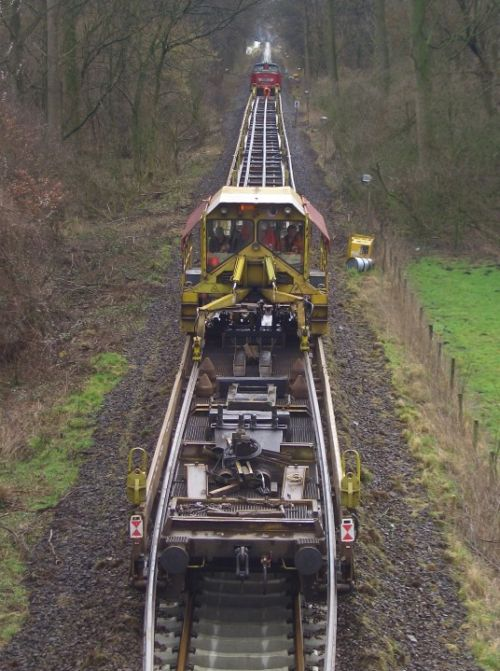
Arbeiten zur Reaktivierung der Heinsberger Strecke

Im Jahre 1900 eröffneten die Geilenkirchener Kreisbahnen Schmalspurbahnen von der damaligen Kreisstadt Geilenkirchen einerseits nach Alsdorf, andererseits nach Wehr, von wo es 1905 bis Tüddern weiterging. Heute betreibt die IHS auf einem Reststück dieser Bahnlinie eine Museumsbahn, die Selfkantbahn.

#### Entwicklung
Blütezeit
Der Grenzbahnhof in Dalheim erreichte einst eine Ausdehnung von über 27 Gleisen und war damit für lange Zeit der größte Bahnhof im Kreis. Der Personenzugverkehr nach Heinsberg erreichte in den 1950er Jahren mit 13 Personenzugpaaren am Tag seine Höchstzahl.
Der Güterverkehr zur (heute stillgelegten) Zeche Sophia-Jacoba zwischen Baal und Ratheim (dieses Teilstück der Strecke Jülich–Dalheim war auch elektrifiziert) war eine wichtige Einnahmequelle für die Bahn; so hatte der Bahnhof Ratheim einst 14 Beamte und der Güterverkehr erreichte bis zu 60.000 Güterwagen pro Jahr (1987). Es fuhren vier bis sechs sogenannte „Programmzüge“ pro Tag (bei Bedarf weitere Güterzüge) und nahezu im Blockabstand betriebsinterne Transporte zwischen dem Zechengelände in Ratheim und der Verarbeitung (Brikettfabrik) in Hückelhoven.
Niedergang
Im Zuge der individuellen Motorisierung mit PKW ging das Fahrgastaufkommen in den Nachkriegsjahrzehnten zurück. Mit dem Einsatz von Bahnbussen verlagerte die damalige Bundesbahn den öffentlichen Personenverkehr weg von der Schiene und reduzierte zudem den Betrieb der Nebenstrecken auf nur sehr wenige Zugpaare pro Tag und Richtung. So endete in den Jahren 1949 bis 1971 schrittweise der Verkehr auf der Selfkantbahn. Bereits seit 1953 verkehrten keine Personenzüge mehr grenzüberschreitend zwischen Dalheim und Roermond. Am 29. September 1968 wurde der Personenverkehr von Baal nach Jülich eingestellt. Am 27. September 1980 verkehrte der letzte Personenzug von Baal nach Dalheim und einen Tag zuvor der letzte Personenzug von Heinsberg nach Lindern.
Kritiker sahen ein verringertes Zugangebot als Ursache für den Rückgang bei den Reisenden und unterstellten, die Bahn habe systematisch versucht, den Betrieb auf den Bahnstrecken unattraktiv zu gestalten und mit dem resultierenden Fahrgastrückgang einen Grund für deren Stilllegung zu konstruieren.
Nach Schließung der Zeche Sophia-Jacoba 1997 wurde der Streckenabschnitt zwischen Ratheim und Baal noch für die bis 2008 weiter bestehende Brikettfabrik in Hückelhoven verwendet.

#### Gegenwart
Beide Hauptstrecken sind wichtige Städteverbindungen im Rheinland. Während die Dalheimer Strecke die Versorgung der Stadt Wegberg im ÖPNV sichert, ist die den Süden des Kreises durchschneidende Hauptstrecke Aachen–Mönchengladbach eine wichtige Verbindung auf der Relation Ruhrgebiet-Aachen-Belgien und von großer Bedeutung für die Berufspendler des strukturschwachen Heinsberger Landes.
Für den Kreis und die Stadt Wegberg hat der Schienenverkehr aufgrund des Bahnprüfzentrums in Wegberg-Wildenrath außerdem eine wichtige wirtschaftliche Bedeutung.
Nachdem Heinsberg über 30 Jahre lang eine der wenigen Kreisstädte ohne eigenen Bahnanschluss war, wurde mit dem Fahrplanwechsel im Dezember 2013 die Strecke Heinsberg – Lindern als Wurmtalbahn wieder eröffnet.

#### Zukunft
Langfristig wurde angestrebt, die Verbindung Baal–Ratheim–Wassenberg wieder in Betrieb zu nehmen. Anfang 2015 erteilte das Eisenbahn-Bundesamt jedoch einen Freistellungsbescheid für den Abschnitt Hückelhoven Stadtmitte – Ratheim. Der Bau der L 117n auf der ehemaligen Bahntrasse konnte so im Winter 2015 beginnen. Der Bebauungsplan sieht zwar eine Trasse für eine zukünftige Bahnstrecke zwischen der L 117n und der Jacobastraße vor. Dieser ist jedoch nicht eisenbahnrechtlich gewidmet, womit eine zukünftige Reaktivierung rechtlich einen Neubau gleichkäme.
Eine Untersuchung im Auftrag des Kreises Heinsberg, die Ende 2015 im zuständigen Ausschuss vorgestellt wurde, prognostiziert eine favorisierte Reaktivierung der Strecke Baal-Ratheim mit Durchbindung von und nach Mönchengladbach das Potenzial von 6440 Fahrgästen je Werktag, worüber laut Sprecher der IG Ratheimer Bahn „selbst die größten Optimisten überrascht sein dürften“.
Vorgesehen ist auch der Neubau einer Verbindung zwischen Baal und Linnich oder zwischen Lindern und Linnich.
Eine Nutzung des eisernen Rheins für den Güterverkehr wird nicht weiter verfolgt.

### Schifffahrt
Die Rur war in früheren Jahrhunderten schiffbar. Sie stellte eine wichtige Verkehrsader für die Region dar und gab den Heinsberger Landen einen Zusammenhalt. Flussaufwärts konnte die Rur teilweise nur mittels Treideln befahren werden. Die Wege entlang der Rur führten ins Jülicher beziehungsweise Limburger Land.

## Freizeit und Touristik

### Museen

#### Begas Haus. Museum für Kunst und Regionalgeschichte Heinsberg
Das vormalige Kreismuseum Heinsberg, seit 1949 im historischen Torbogenhaus in der oberen Hochstraße beheimatet, war von Mitte 2010 wegen Um- und Erweiterungsbaumaßnahmen bis Mitte März 2014 geschlossen. Am 14. März fand die offizielle Wiedereröffnung statt. Der Ausstellungsschwerpunkt ist die aus Heinsberg stammende Berliner Künstlerfamilie Begas, ergänzt um Exkurse zur regionalen Territorial-, Kultur- und Kirchengeschichte. Das Museum wurde in „Begas Haus. Museum für Kunst und Regionalgeschichte Heinsberg“ umbenannt; sein Träger ist seit dem 1. Januar 2011 der Trägerverein Museum Heinsberg e. V. unter maßgeblicher finanzieller Beteiligung des Kreises Heinsberg, der Stadt Heinsberg und der Kreissparkasse Heinsberg.

#### Sonstige Museen
- Rheinisches Feuerwehrmuseum in Erkelenz-Lövenich
- Beecker Flachsmuseum in Beeck (Wegberg)
- Museum für europäische Volkstrachten in Wegberg-Beeck
- Dauerausstellung „Bionik-Zukunftstechnik lernt von der Natur“ im Naturparkzentrum Wegberg-Wildenrath.
- Bauernmuseum Selfkant in Selfkant-Tüddern
- Die Sammlung Riediger in Übach-Palenberg zeigt Funde aus der Mittelsteinzeit und Blitzröhren.
- Heimatmuseum „Gerhard Tholen Stube“ in Waldfeucht
- Mineralien- und Bergbaumuseum in Hückelhoven
- Schacht 3 in Hückelhoven ist eine ehemalige Schachtanlage der Zeche Sophia-Jacoba.
- Korbmachermuseum in Hückelhoven-Hilfarth
- historisches Klassenzimmer in Geilenkirchen-Immendorf

### Andere Ausflugsziele
- Wildpark Gangelt
- Selfkantbahn, eine historische meterspurige Dampfeisenbahn
- Wassermühlen
- Windmühlen entlang der Selfkant-Mühlenstraße
- Die St.-Jans-Klus in Haaren
- Verschiedene Naherholungsgebiete

### Fahrradtouristik
Seit 2006 dient ein an die benachbarten Niederlande und die Nachbarkreise angepasstes Orientierungssystem mit Knotenpunkten der Förderung des Fahrradtourismus. Drei Fernradwege führen durch das Kreisgebiet.

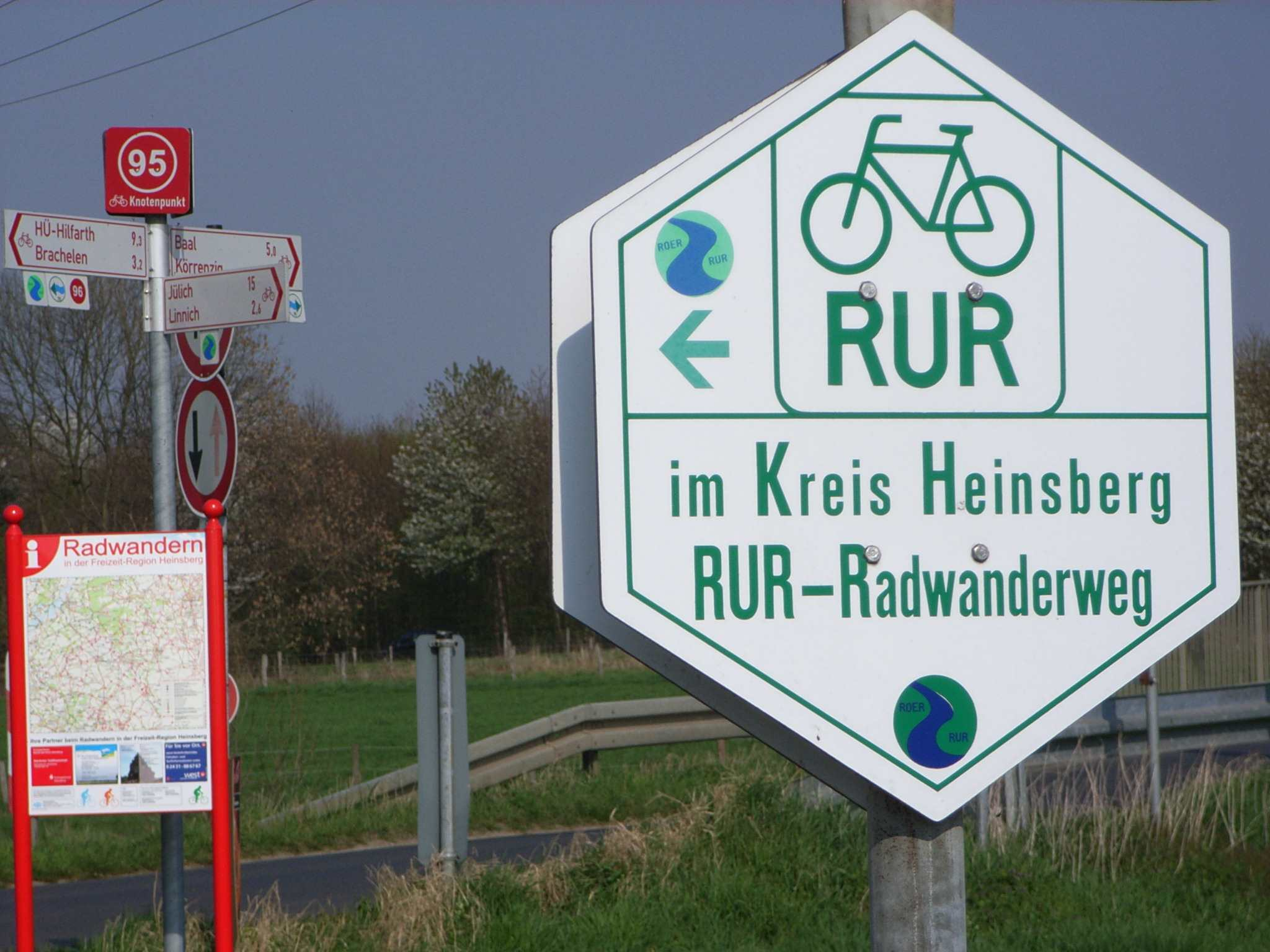
Radwegbeschilderung im Kreis Heinsberg

- Der Radfernweg Aachen-Nijmegen, die 2-Länder-Route führt durch die Gemeinden Übach-Palenberg, Gangelt und Waldfeucht.
- Der Rurufer-Radweg begleitet die Rur auf ihrem Lauf durch das Kreisgebiet, sein Anfang liegt an der Rurtalsperre im Kreis Düren, sein Ende im niederländischen Roermond.
- Die NiederRheinroute liegt zwischen Emmerich am Rhein und dem Selfkant (Kreis Heinsberg)

Im Jahre 2006 wurde im Kreis Heinsberg das aus den Niederlanden stammende „Knooppuntsystem“ (Knotenpunktsystem) eingeführt. An diesen rot markierten und durchnummerierten Knotenpunkten befindet sich jeweils eine Orientierungskarte.

### Flugsport
Zur Infrastruktur gehört ein Sonderlandeplatz auf der Gemeindegrenze zu Waldfeucht an der L228. Der Sonderlandeplatz Heinsberg-Aphoven besitzt eine Graspiste 225 × 25 m, zwei Hallen, ein Clubheim und wird betrieben vom Ultraleicht Flugclub Heinsberg-Selfkant e. V.
Ein weiterer Sonderlandeplatz befindet sich bei Erkelenz-Kückhoven, betrieben vom Ultraleichtflug Gemeinschaft Erkelenz e. V.
Beide Sonderlandeplätze werden betrieben nach PPR Regeln (Prior Permission Required) und bedeutet, dass ein Starten/Landen durch Vereinsfremde nur nach vorheriger Genehmigung gestattet ist.

## Kultur

### Jüdische Friedhöfe
Für den Kreis Heinsberg sind 8 Jüdische Friedhöfe dokumentiert: in Erkelenz (2), in Gangelt (1), in Geilenkirchen (1), in Heinsberg (3) und in Wassenberg (1). Es sind schützenswerte Kulturdenkmäler – steinerne Zeugen für ehemals existierende jüdische Gemeinden und eines regen jüdischen Gemeindelebens bis in die 1930er Jahre.

### Medien
Der lokale Zeitungsmarkt teilt das Kreisgebiet nach wie vor in seine beiden Vorgängerkreisen auf: Während im südlichen Teil, dem ehemaligen Selfkantkreis Geilenkirchen-Heinsberg eher die Geilenkirchener Zeitung und die Heinsberger Zeitung (als Lokalausgaben der Aachener Zeitung) sowie die Heinsberger Nachrichten (als Lokalausgabe der Aachener Nachrichten) gelesen werden, so ist im nördlichen ehemaligen Kreis Erkelenz die Rheinische Post verbreiteter.
Der Westdeutsche Rundfunk (WDR) berichtet aus dem für die Region zuständigen WDR-Lokalstudio Aachen sowohl in der Sendung „Lokalzeit“ des WDR-Fernsehens als auch im Regionalteil seines zweiten Hörfunkprogramms WDR 2 über aktuelle Geschehnisse.
HS-TV Regionalfernsehen für den Kreis Heinsberg mit Sitz in Erkelenz ist ein Unternehmen für Internetfernsehen und öffentliches Fernsehen an publikumswirksamen Standorten. Es berichtet in einer 14-täglichen Magazinsendung an über 70 Terminalstandorten im gesamten Kreisgebiet sowie tagesaktuell auf seiner Internetpräsenz unter www.HS-TV.de über regionale Themen. Eine öffentliche Ausstrahlung über den Rundfunk findet nicht statt. Ende 2011 hat HS-TV seinen Sendebetrieb im Internet eingestellt.
Welle West, der lokale Rundfunksender für den Kreis Heinsberg, hat am 15. Mai 2007 nach 15 Jahren seinen Sendebetrieb eingestellt.